# Pterotaea cavea
Pterotaea cavea là một loài bướm đêm trong họ Geometridae.